# Cratere Boye
Boye  è un cratere sulla superficie di Venere. Deve il suo nome a Karin Boye, scrittrice e poetessa svedese.